# Regionalwahl im Piemont 1975
Die Regionalwahl im Piemont 1975 fand am 15. und 16. Juni statt.

## Wahlergebnis
| Listen            | Listen                                        | Stimmen   | %    | Mandate |
| ----------------- | --------------------------------------------- | --------- | ---- | ------- |
|                   | Partito Comunista Italiano                    | 1.033.342 | 33,9 | 22      |
|                   | Democrazia Cristiana                          | 976.794   | 32,1 | 20      |
|                   | Partito Socialista Italiano                   | 393.707   | 12,9 | 8       |
|                   | Partito Socialista Democratico Italiano       | 224.642   | 7,4  | 4       |
|                   | Partito Liberale Italiano                     | 153.079   | 5,0  | 2       |
|                   | Movimento Sociale Italiano – Destra Nazionale | 130.905   | 4,3  | 2       |
|                   | Partito Repubblicano Italiano                 | 109.333   | 3,6  | 2       |
|                   | Democrazia Operaia                            | 24.634    | 0,8  | –       |
|                   | Unità Popolare per il Socialismo              | 1.128     | 0,0  | –       |
| Gesamt            | Gesamt                                        | 3.047.564 | 100  | 60      |
|                   |                                               |           |      |         |
| Ungültige Stimmen | Ungültige Stimmen                             | 175.180   | 5,4  |         |
| Wähler            | Wähler                                        | 3.222.744 | 93,9 |         |
| Wahlberechtigte   | Wahlberechtigte                               | 3.431.020 |      |         |